# خط الثلج الدائم

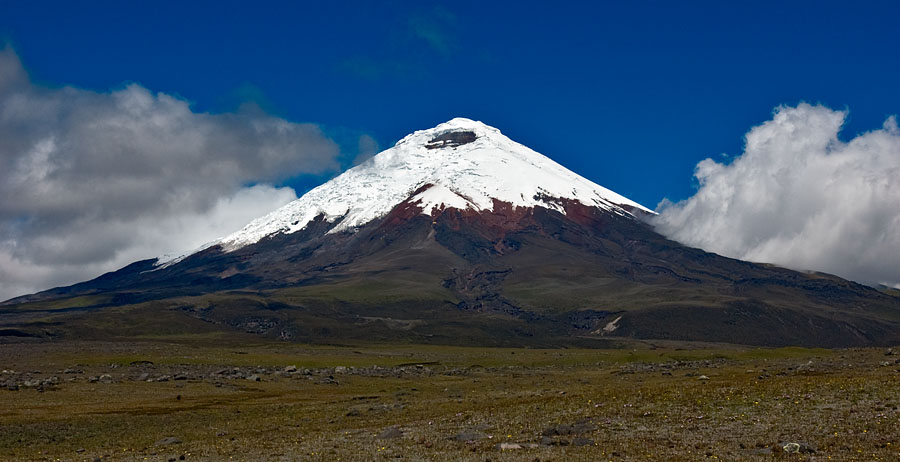

خط الثلج الدائم هو مستوى الارتفاع الذي يكون ما فوقه مكسو بالثلوج بشكل متواصل، وما دون هذا المستوى من الارتفاع يذوب الثلج عنه في فصل الصيف، ويبلغ هذا المستوى من الارتفاع 5000م في المنطقة المدارية، و3000م في المنطقة المعتدلة.